# Éditions Lucien Souny
Les Éditions Lucien Souny sont une maison d'édition limousine indépendante fondée par Lucien Souny en 1982,.

## Histoire
Lucien Souny (1947-2014), libraire à Limoges depuis les années 1970, décide en 1982 de se lancer dans l'édition, dans le but de faire connaître la région du Limousin à laquelle il est très attaché. 
Il s'oriente dès les premiers temps vers une programmation variée : histoire, patrimoine, nature, littérature. Ce sont les ouvrages d'histoire qui lui permettront d'accéder à une notoriété nationale : Premier maquisard de France de Georges Guingouin, Cahiers de jeunesse de Denise Bardet, Institutrice à Oradour-sur-Glane, L'affaire Guingouin, Quatre ans de lutte sur le sol limousin, Mémoires de Léonard. 

L'éditeur vend la librairie de Limoges en 1986 et recherche alors de nouveaux auteurs dans toute la France.
Fragilisée par la crise sanitaire du Covid, la maison d'édition est placée en liquidation judiciaire le 1er juin 2022.

## Ligne éditoriale et collections
La ligne éditoriale d'aujourd'hui a gardé le même état d'esprit que celui de son fondateur : elle est diversifiée. Elle est organisée autour de quatre collections : Littérature, Seconde Guerre mondiale, Nature et plantes, Documents patrimoine.

## Prix littéraires
- Prix du document ARAL pour Dolmens et menhirs du Limousin, de Pascal Guillerm[8].